# Saint-Vaast-lès-Mello
Saint-Vaast-lès-Mello település Franciaországban, Oise megyében. Lakosainak száma 1009 fő (2022. január 1.). Saint-Vaast-lès-Mello Rousseloy, Cramoisy, Laigneville, Maysel, Mello, Montataire és Nogent-sur-Oise községekkel határos.

## Népesség
A település népessége az elmúlt években az alábbi módon változott:
| Lakosok száma | 1088 | 1131 | 1122 | 1074 | 1045 | 1041 | 1037 | 1033 | 1009 |
|               | 2013 | 2015 | 2016 | 2017 | 2018 | 2019 | 2020 | 2021 | 2022 |